# آندریاس ماند
آندریاس ماند (انگلیسی: Andreas Mand; ۱۴ دسامبر ۱۹۵۹ –) رمان‌نویس، نمایشنامه‌نویس، نویسنده، ترانه‌سرا، و شاعر اهل آلمان بود.